# Mahnmal für die deportierten und ermordeten Wiesbadener Sinti und Roma

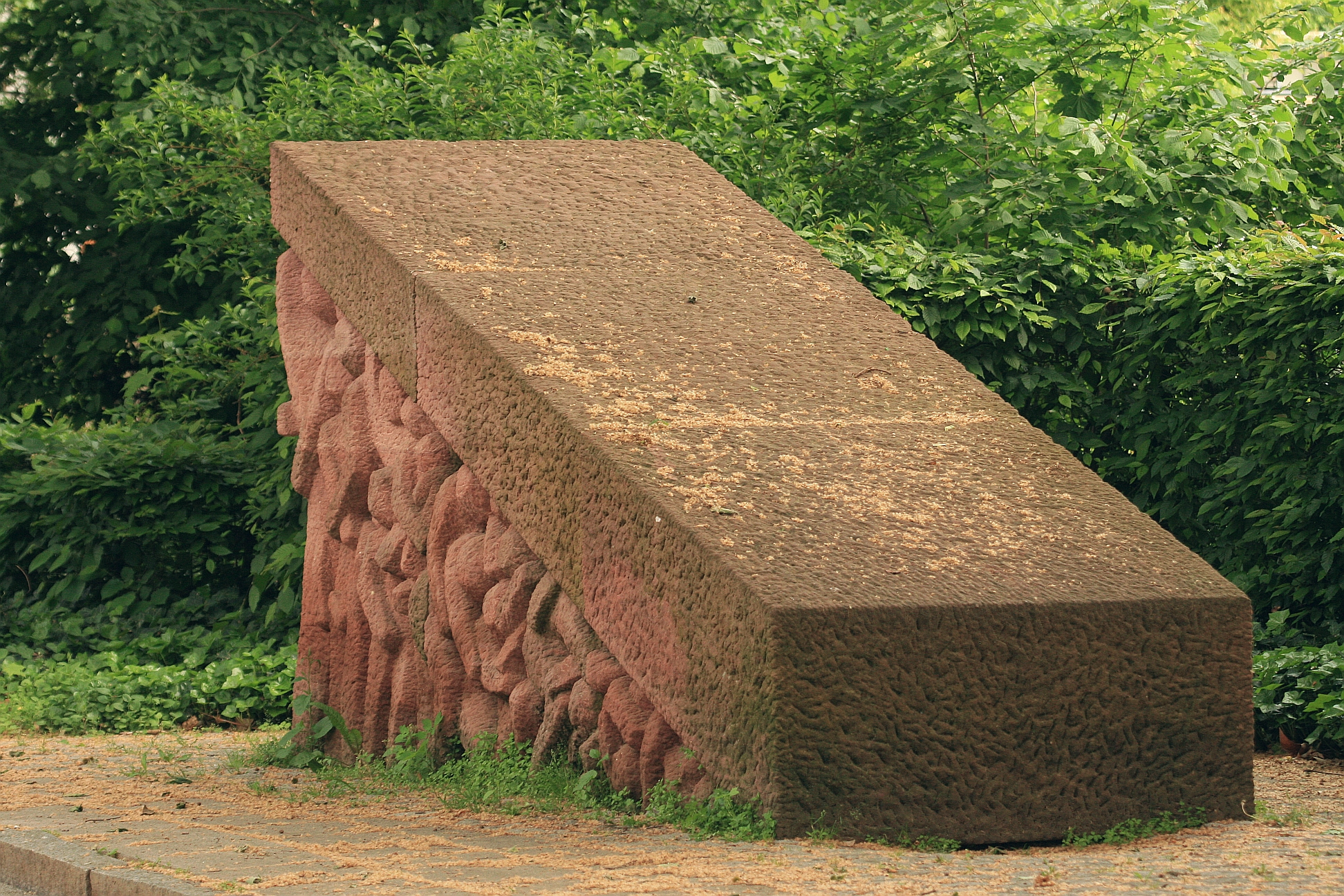
Gesamtansicht des Wiesbadener Porajmos-Denkmals

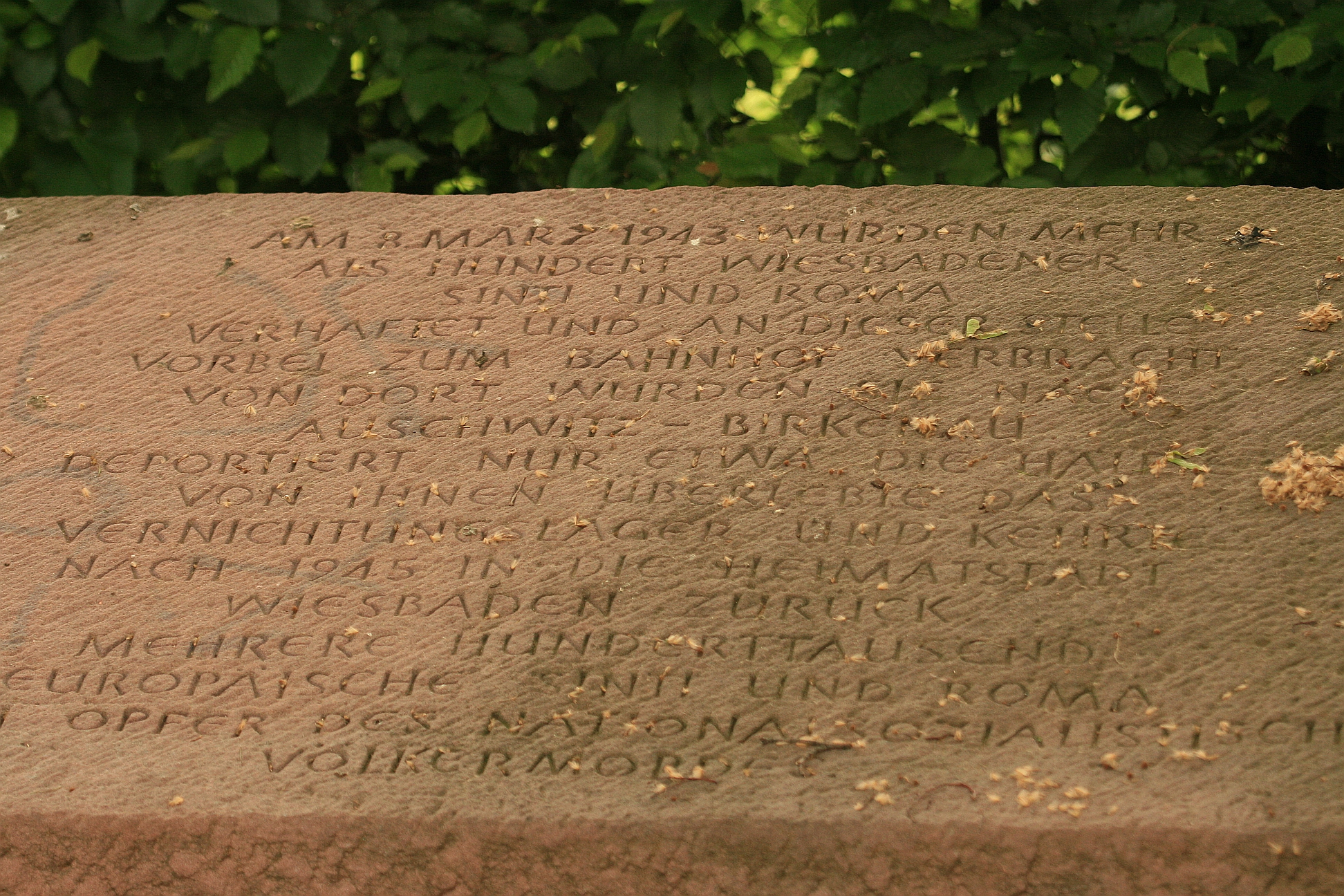
Inschrift auf einem Sandsteinblock neben dem Hauptdenkmal

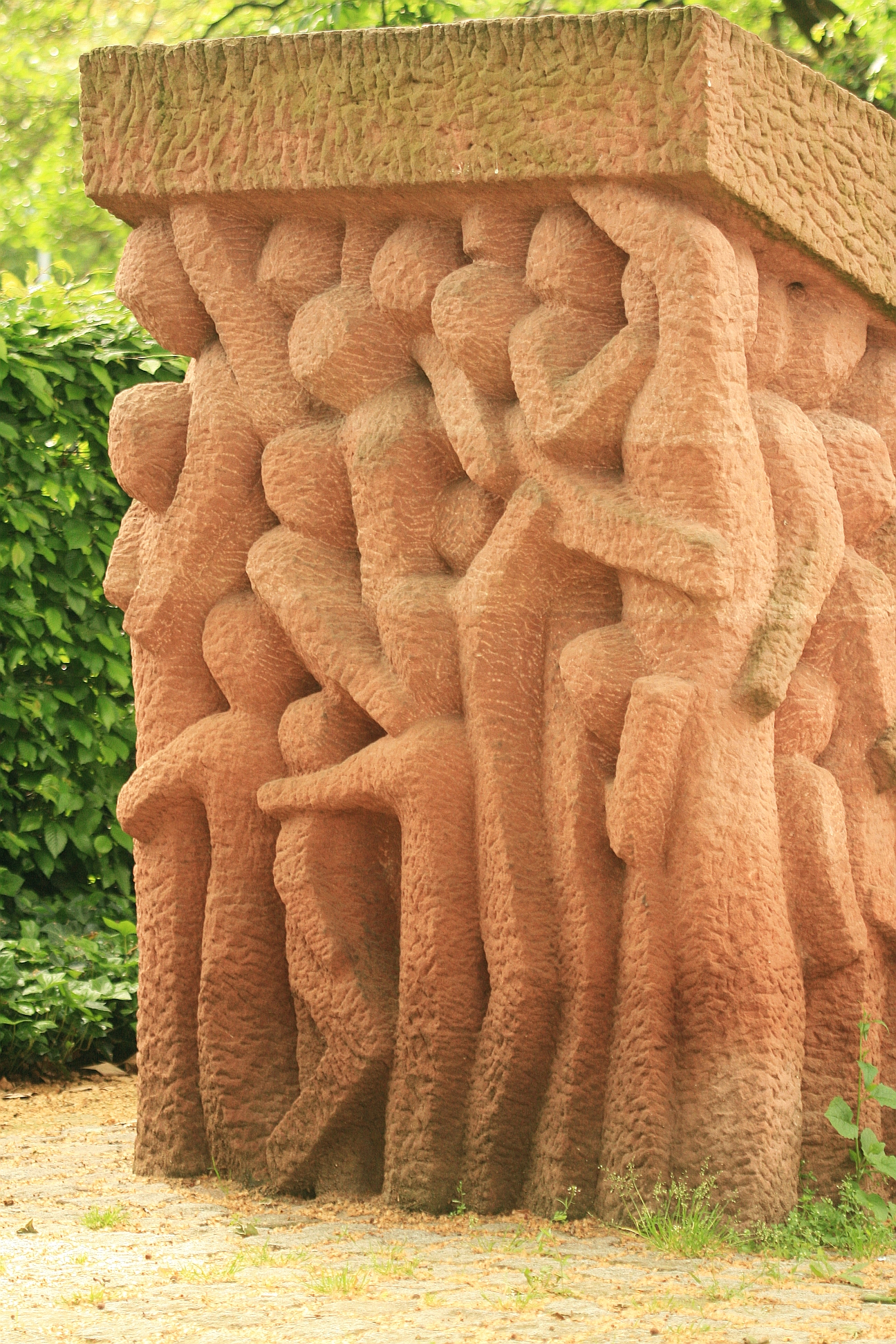
Figuren stemmen die schwere Last

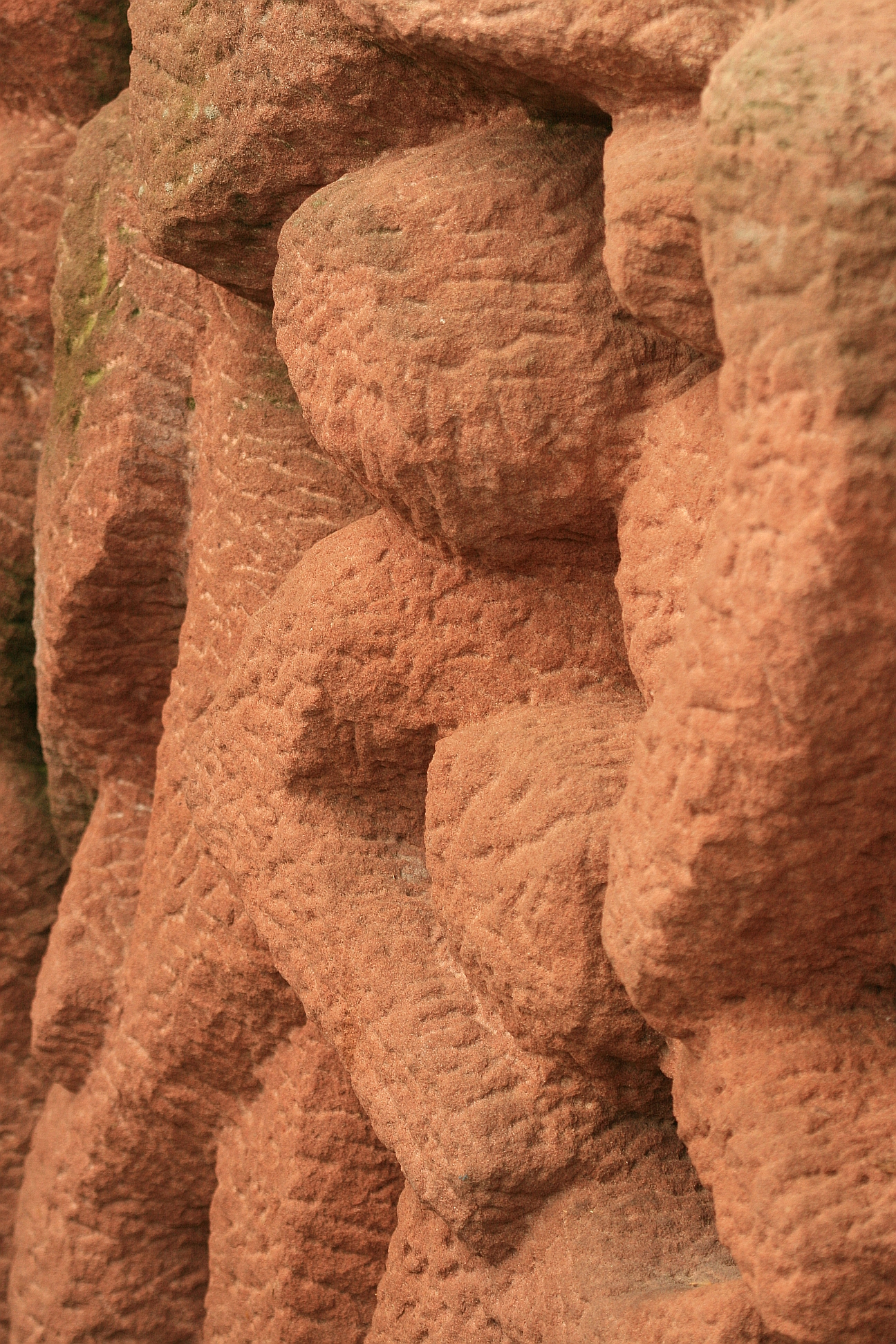
Die grob ausgeführten Figuren

Das Mahnmal für die deportierten und ermordeten Wiesbadener Sinti und Roma wurde am 5. Dezember 1992 in der Wiesbadener Bahnhofstraße eingeweiht.

## Geschichte und Gestaltung
Die Idee und Gestaltung stammt von Josef Reinhardt und Eugen Reinhardt. Ausgeführt wurde das Denkmal von der Sinti-Werkstatt Albersweiler in der Pfalz. Der Auftraggeber war die Landeshauptstadt Wiesbaden. Der Beschluss für die Errichtung des Mahnmals wurde am 21. Mai 1992 von der Wiesbadener Stadtverordnetenversammlung nach kontroverser Debatte gefällt.
Das aus einem großen roten Sandsteinblock gehauene Mahnmal zeigt eine Gruppe von Männern, Frauen und Kindern, die sich – erdrückt unter einer schweren Last – auf dem Weg in den Untergang befindet. Die Figuren sind dabei nur grob ausgeführt.
Bei der Einweihung am 5. Dezember 1992 führten die Vertreter und Gäste der Stadt, an ihrer Spitze Oberbürgermeister Achim Exner, einen Mahngang durch. Sie folgten dem Weg, den die über 100 Wiesbadener Sinti und Roma im März 1943 bei ihrer Deportation in das KZ Auschwitz-Birkenau gehen mussten.
Das Wiesbadener Denkmal gehört zu den ersten Mahnmalen, die an den Völkermord an Sinti und Roma (Porajmos) erinnern. Weitere Denkmale befinden sich in Ravensburg (Einweihung 1999), Düsseldorf (Einweihung 1993) und dem Lager Altwarmbüchener Moor (errichtet 1997). Um das 2012 eingeweihte zentrale Denkmal für die im Nationalsozialismus ermordeten Sinti und Roma Europas in Berlin wurde über Jahre eine Auseinandersetzung geführt.
Das Mahnmal wird durch das Stadtarchiv Wiesbaden verwaltet.

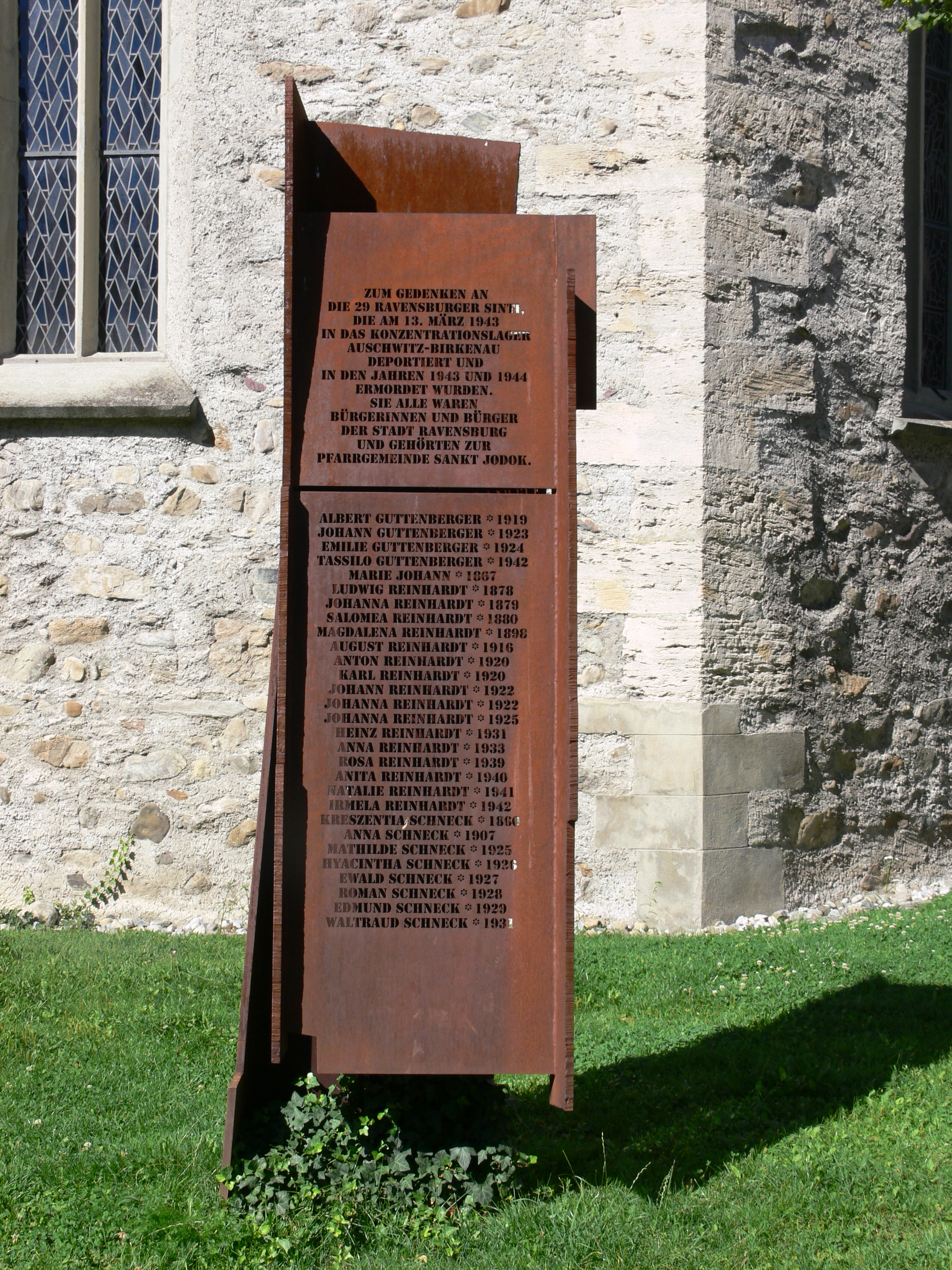
Porajmos-Denkmal in Ravensburg mit den Namen von 29 Deportierten
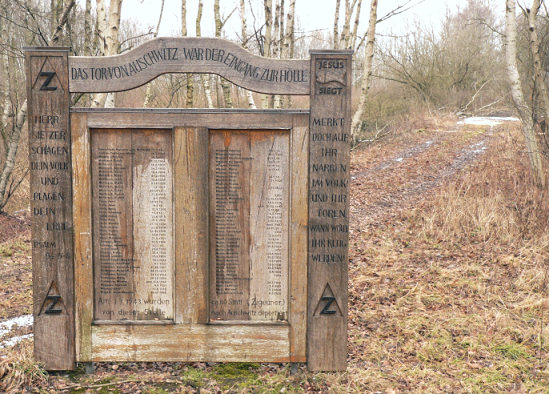
Mahnmal für die Sinti im Altwarmbüchener Moor am Ort des Sammellagers in Hannover für rund 80 Deportierte
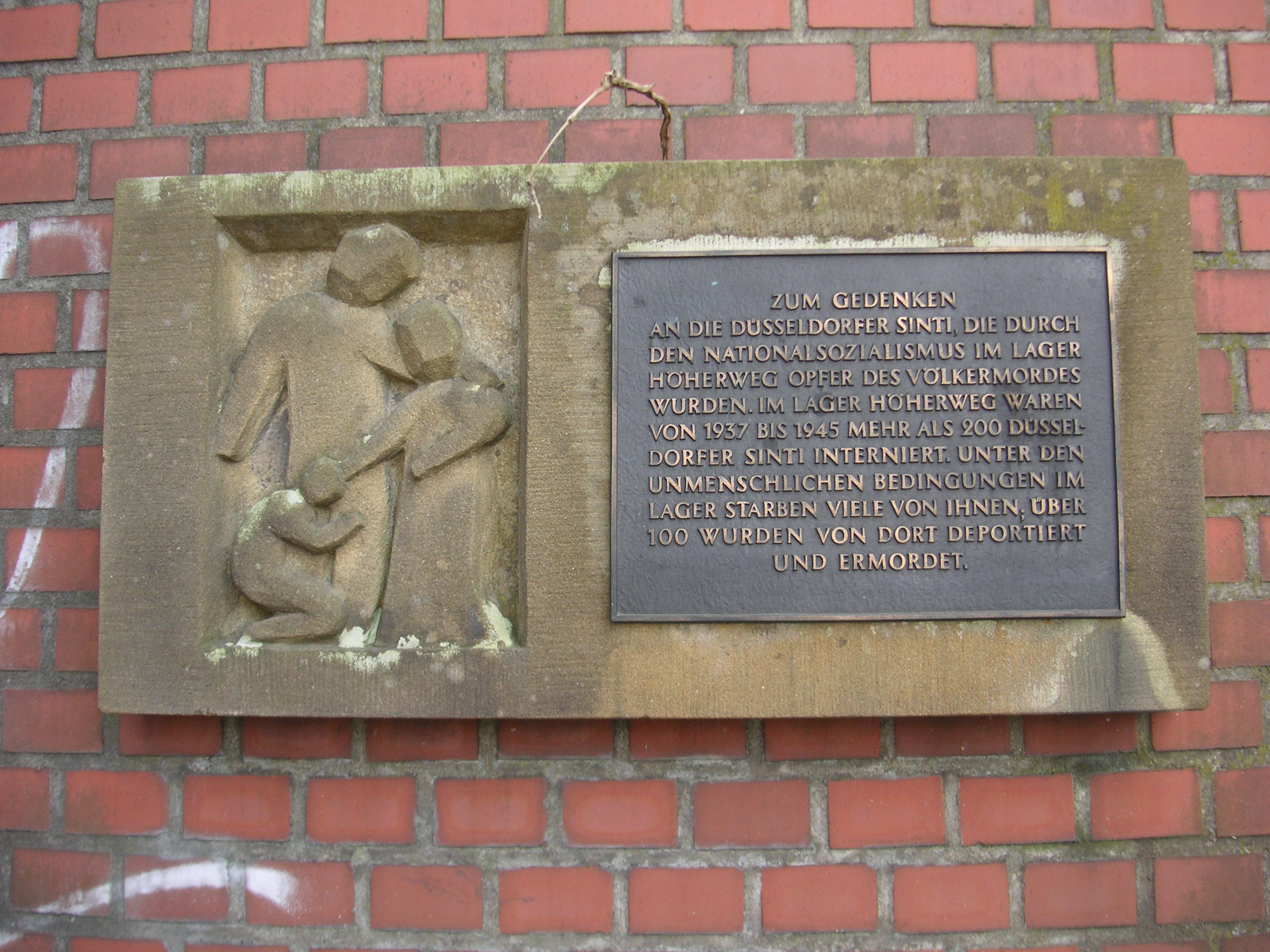
Gedenktafel für ermordete Sinti des Lagers Höherweg in Düsseldorf-Lierenfeld